# Merijn Bolink
Merijn Olivier Bolink (Amsterdam, 16 september 1967), is een Nederlandse beeldhouwer, installatiekunstenaar en tekenaar.

## Leven en werk
Bolink studeerde van 1987 tot 1992 aan de Academie voor Kunst en Industrie (AKI) in Enschede. Hij ontving in 1997 de Charlotte Köhler Prijs voor beeldende kunst  van het Prins Bernhard Cultuurfonds.
Zijn werken zijn onder andere tentoongesteld in het Groninger Museum, het Gemeentemuseum Den Haag, het Cobra Museum voor Moderne Kunst Amstelveen, de Kunsthal Rotterdam, de Post Gallery in Los Angeles en de Kunstraum Düsseldorf in Düsseldorf.
De kunstenaar woont en werkt in Amsterdam.

## Werken in de openbare ruimte
- De tolgaarder (1995)[2], Woonbuurt De Tol, Deventerweg in Apeldoorn
- Bouillabaisse (1999)[3], Psychiatrisch Centrum Bloemendaal Monsterseweg in Den Haag
- Man en schaap - Fontein met schaap en Otto Schaap (2003), Zeeburgerdijk in Amsterdam
- Apen aan tafel (2005), Zoutkeetsplein in Amsterdam
- Zonder titel (2008), Twee ramen met geprepareerde boeken in epoxyhars in de voor- en achtergevel van het Onderwijsgebouw bij het LUMC, Leiden
- DNA Boom (2008/09), Raadhuislaan in Diever
- De Poort van Enschede (2009)[4], Havengebied, Hendrik ter Kuilestraat in Enschede
- Snoepman in boot (2014), Wijkpark Risdammerhout, Hoorn. De titel is niet door Bolink gegeven.
- Speelplaats Falckstraat, Amsterdam-Centrum. De titel is niet door Bolink gegeven.

## Fotogalerij

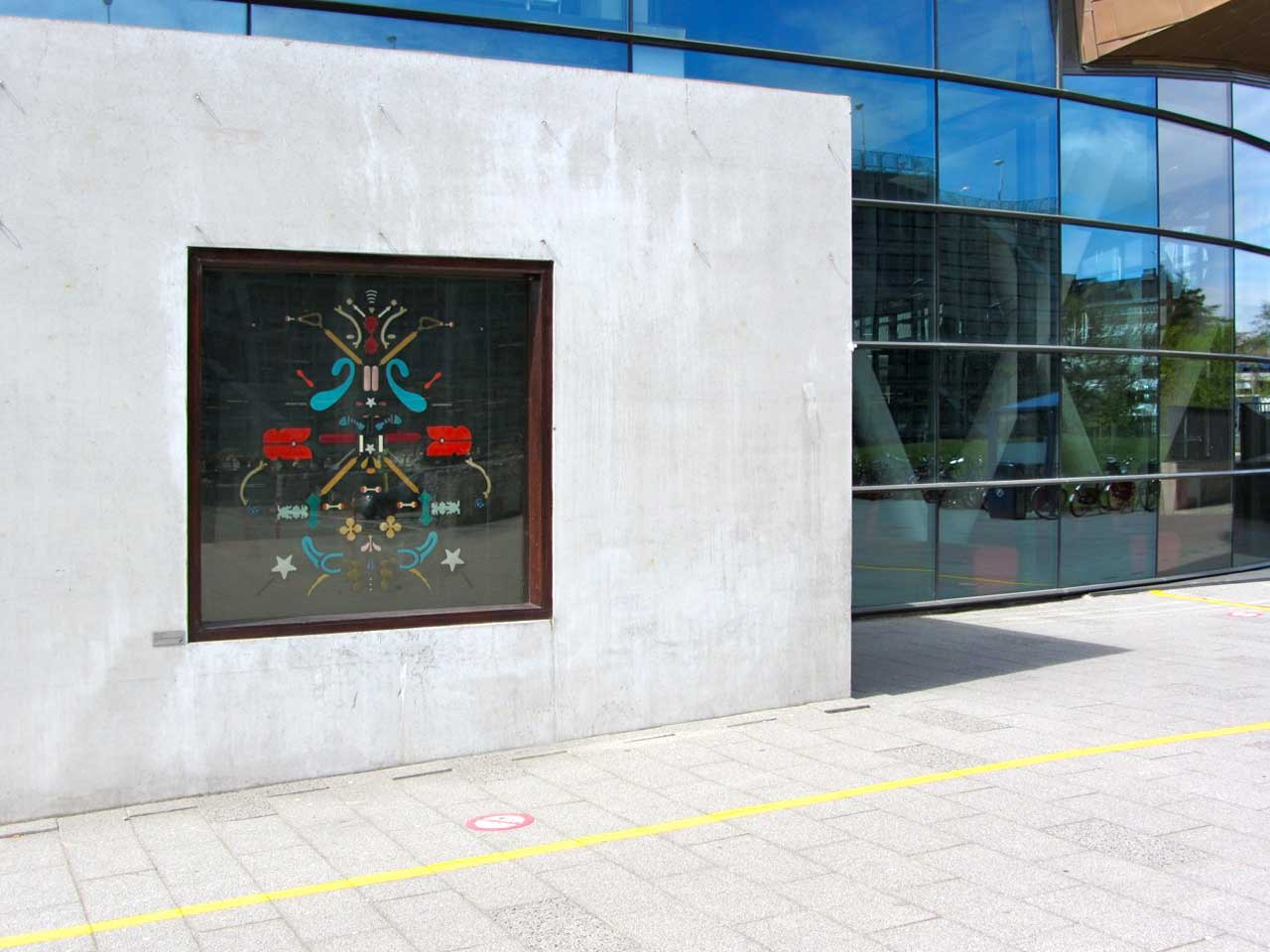
Raam met geprepareerde boeken in epoxyhars LUMC, Leiden
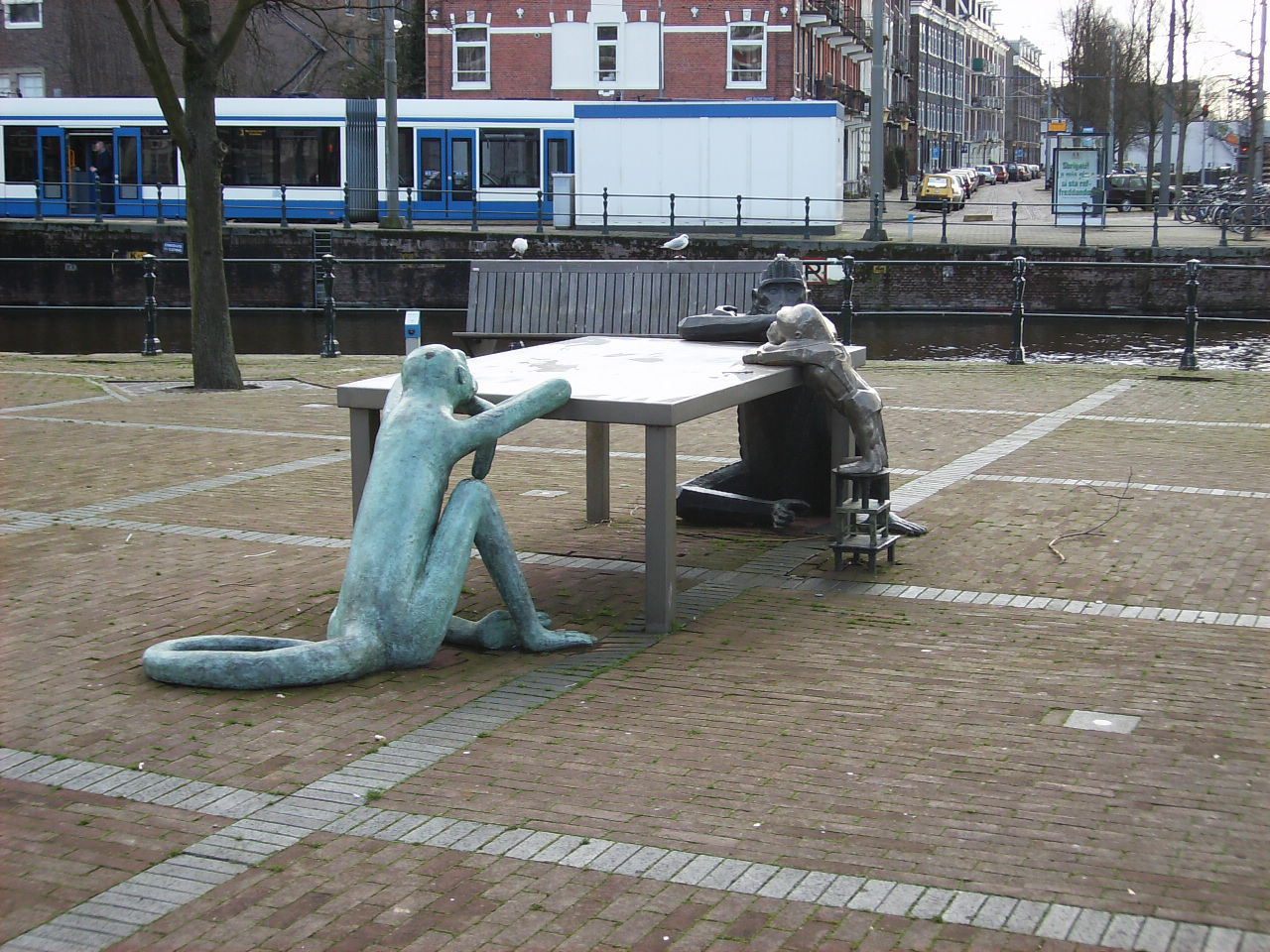
Zonder titel - Apen aan tafel, Amsterdam
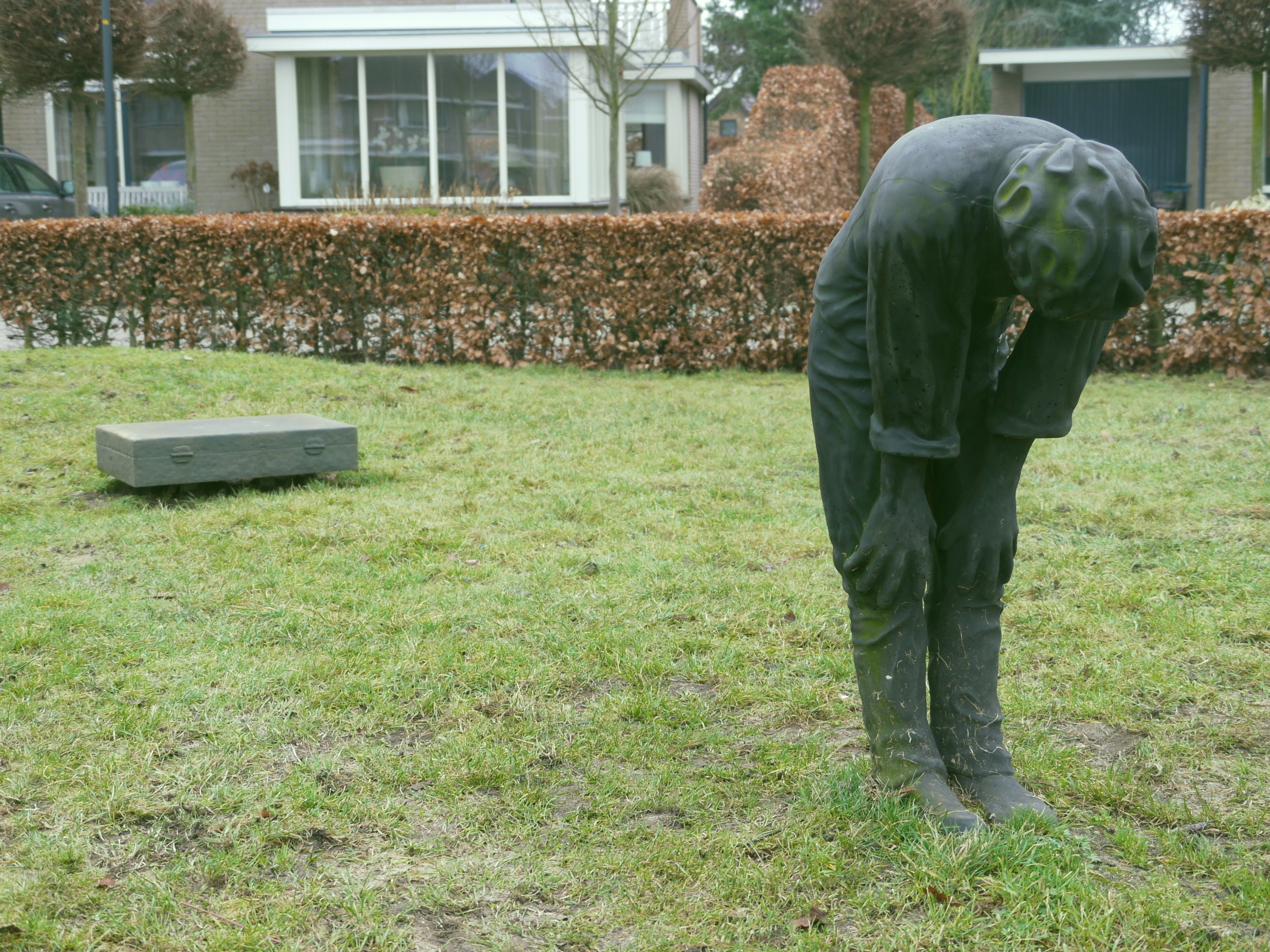
De Tolgaarder, Apeldoorn
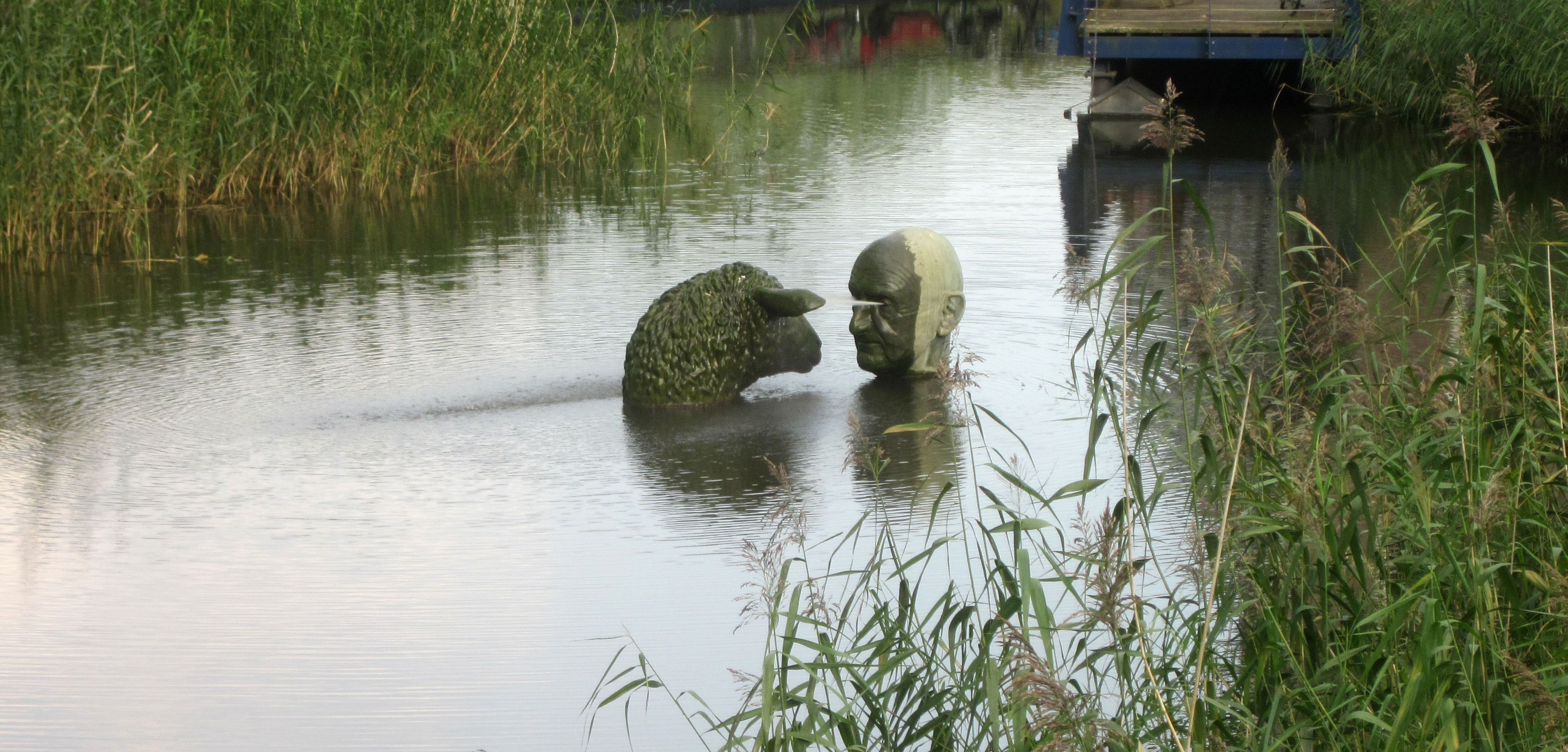
Zonder titel - Fontein met schapen en Otto Schaap, Amsterdam